# Cvetovo
Cvetovo (makedonska: Цветово) är en ort i Nordmakedonien. Den ligger i kommunen Studeničani, i den centrala delen av landet, 16 kilometer söder om huvudstaden Skopje. Cvetovo ligger 847 meter över havet och antalet invånare är 610.